# 李堯民
李堯民（1544年—1606年），字汝化，又字畊堯，號雍野，山東兖州府濟寧州人，民籍，明朝政治人物。

## 生平
世居郓城县，萬曆元年（1573年）癸酉科山東鄉試第六名，萬曆二年（1574年）聯捷甲戌科會試第八十八名，登三甲第一百九十六名進士。初授長洲縣知縣，丁外艱，服闋，補永年縣，在任一年，復以母喪歸。先後以廉明著稱，十三年七月擢江西道监察御史，正色立朝，伏蒲敢諫，功在國本。次年巡视河东鹾政，痛釐積弊。十六年巡按三吴，鋭意激揚，山岳为震。养病歸。二十年九月起故官，二十一年六月督學畿内，秉公不受干謁，化如实雨，人文一變，士子至今慕之。以疾歸，二十七年五月起为大理寺右寺丞，三十一年十月擢本寺右少卿。其在廷尉，执法平允，三十二年九月升應天府府尹，三十三年七月以病乞休，三十四年十二月卒于家，年六十三。天启改元，追赠工部侍郎、正議大夫、資治尹，邑侯劉公鎸碑紀其義。

## 著作
所著有《快獨集》、《皇明文選》、《西臺奏議》行于世。

## 家族
曾祖父李玘；祖父李顯；父李勤。嫡母段氏；生母劉氏。具庆下。弟李舜民。
子李瓚，以蔭仕至工部主事。